# Tomáš Hellebrandt
Tomáš Hellebrandt (Žilina, 7 de abril de 1982) es un economista y político eslovaco. Desde 2013 se desempeña como Miembro del Consejo Nacional.

## Biografía

### Temprana edad y educación
Tomáš Hellebrandt nació el 7 de abril de 1982 en Žilina. A los diez años se mudó con sus padres a Dubái, donde creció.
Hellebrandt estudió economía en la Universidad de Oxford y en la Escuela de Economía de Londres. Después de graduarse, trabajó como economista en el Banco de Inglaterra y más tarde en el Instituto Peterson. 
Entre 2017 y 2022, Hellebrandt trabajó como analista en el Ministerio de Finanzas de Eslovaquia. Dejó el ministerio después de criticar al ministro Igor Matovič por ignorar las pruebas presentadas por el personal del ministerio y cooperar con políticos de extrema derecha para impulsar su agenda en el parlamento. Posteriormente, la presidenta Zuzana Čaputová criticó al gobierno por crear un entorno hostil para los altos funcionarios.

### Carrera política
Tras su salida del ministerio, Hellebrandt se unió al partido Eslovaquia Progresista y se convirtió en su experto económico. 
Durante la campaña electoral previa a las elecciones parlamentarias eslovacas de 2023, Hellebrandt se convirtió en blanco de noticias falsas. El influencer online de extrema derecha Daniel Bombic afirmó que Hellebrandt murió o estuvo a punto de morir después de recibir la cuarta dosis de la vacuna contra el COVID-19. Hellebrandt y su partido político respondieron al rumor confirmando que gozaba de perfecta salud y criticando a quienes difundieron el rumor por causar estrés innecesario a la familia de Hellebrandt. 
Después de ganar un mandato en las elecciones, Hellebrandt lució una cinta arcoíris en su chaqueta durante la ceremonia de juramento. 

## Vida privada
Hellebrandt se considera "un miembro orgulloso de la comunidad arcoíris". Es el tercer miembro abiertamente gay del parlamento eslovaco, después de Edita Angyalová y Stanislav Fořt.